# Khan (banda)
Khan foi uma banda de rock progressivo inglesa, parte da cena musical de Cantuária. A banda foi fundada pelo guitarrista Steve Hillage. Durou pouco tempo, lançando apenas um álbum, Space Shanty, um clássico da cena Canterbury.

## História

### Origens
Após sair da banda Uriel, Steve Hillage se mudou para Cantuária, aonde se uniu ao baixista Nick Greenwood (ex-Crazy World of Arthur Brown), ao músico Eric Peachey, ao tecladista Dick Henningham e ao baterista Pip Pyle. Várias músicas foram compostas desde então, algumas chegando a constar em trabalhos solo de Hillage. A banda viria a se chamar Khan.
Pyle saiu logo, e, pouco antes da banda entrar em estúdio para a gravação de seu primeiro álbum, Henningham também sai. Hillage chamou seu colega do Uriel Dave Stewart para o posto. Com a formação estabilizada, o Khan gravou no Tollington Park da Decca.

### Space Shanty
O álbum que resultou das sessões em estúido, Space Shanty, possuía uma sonoridade tipíca da cena Canterbury, mas com uma maior proximidade com o space rock. As músicas também apresentam muitos improvisos tipícos de jazz, fato devido aos poucos ensaios que a banda fez antes da gravação do disco, o que teria deixado a musicalidade mais aberta a experimentos naturais. O disco foi lançado em Novembro de 1971

### A turnê
A partir de Dezembro de 1971, o Khan saiu em turnê para promover o disco. Dave Stewart saiu para fundar o Egg, e foi substituído por Val Stevens. O primeiro show da banda foi no dia 17 de Dezembro de 1971, abrindo para o Caravan no Marquee Club de Londres. Os demais shows foram em locais diversos da Inglaterra, abrindo para bandas como Snow Leopard, Lindisframe, Egg, Henry Cow e Van der Graaf Generator.

### O fim
Após a turnê, Greenwood saiu da banda, sendo substituído por Nigel Griggs. Aproveitando uma pausa de atividades do Egg, Dave Stewart entrou para a banda como membro fixo mais uma vez, mas essa formação não durou muito. A banda fez parte da Ottawa Music Company de Dave Stewart e Chris Cutler.
O Khan chegou a fazer algumas sessões em estúdio, mas a banda teve seu fim quando Steve Hillage aceitou o convite de Kevin Ayers para tocar com ele em uma turnê, e, mais tarde, entrou para o Gong. Grande parte das últimas gravações do Khan foram usadas no primeiro disco solo de Hillage, "Fish Rising" (1974).

## Integrantes
- Steve Hillage (guitarras)
- Pip Pyle (bateria)
- Dick Henningham (teclados)
- Nick Greenwood (baixo)
- Eric Peachey (bateria)
- Dave Stewart (teclados)
- Val Stevens (teclados)
- Nigel Griggs (baixo)

## Discografia
- Space Shanty (1971)